# Lavor Postell
Andre Lavor Postell (Caracas, Venezuela; 26 de febrero de 1978) es un exjugador de baloncesto estadounidense que jugó 3 temporadas en la NBA, además de hacerlo en diversas ligas nacionales europeas y sudamericanas. Con 1,96 metros de altura, lo hacía en la posición de escolta. Nacido por casualidad en Venezuela, se crio en Albany (Georgia).

## Trayectoria deportiva

### Universidad
Jugó durante cuatro temporadas con los Red Storm de la Universidad St. John's, promediando en total 11,1 puntos y 5,6 rebotes por partido,

### Profesional
Fue elegido en la trigésimo novena posición del Draft de la NBA de 2000 por New York Knicks, con quienes firmó un contrato por un año con opción a un segundo. Allí permaneció durante tres temporadas como uno de los últimos hombre del banquillo, teniendo sus ocasiones en las lesiones de Allan Houston y Latrell Sprewell. Su mejor temporada fue la 2001-02, en la que promedió 4,0 puntos en los 23 partidos que disputó. Su mejor registro anotador en todo este tiermpo fueron los 20 puntos que consiguió ante Detroit Pistons en febrero de 2002.
En 2003 fichño como agente libre por Utah Jazz, pero sin llegar a debutar en el equipo fue enviado a los Asheville Altitude de la NBA D-League. Al año siguiente decide emprender la aventura europea, fichando por el Olympiacos B.C. de la liga griega, pero únicamente disputa 9 partidos de liga, y otros 8 de la ULEB Cup, promediando 10,7 puntos y 5,3 rebotes. Tras ser cortado, acaba la temporada en el Scavolini Pesaro de la liga italiana, donde promedia 9,1 puntos y 3,4 rebotes por partido.
En 2005 se marcha a jugar al Telindus Oostende de la liga belga, donde permanece dos temporadas, promediando en total 13,1 puntos y 4,2 rebotes.
En 2008 ficha por el Geofin Nový Jičín de la liga checa, donde juega una temporada en la que promedia 9,1 puntos y 2,8 rebotes por partido. Al año siguiente regresa al país que le vio nacer, Venezuela, fichando por el Panteras de Miranda, de ahí pasó a los Búcaros de Bucaramanga, y finalmente a los Cocodrilos de Caracas, su último equipo.

## Estadísticas de su carrera en la NBA

### Temporada regular
| Temporada | Edad | Equipo          | Liga | P  | TIT | MIN | TC  | TCA | %TC  | 3P  | 3PA | %3P  | TL  | TLA | %TL  | R.OF. | R.DEF. | REB | ASIS | ROB | TAP | PER | FP  | PTS |
| 2000-01   | 22   | New York Knicks | NBA  | 26 | 0   | 6.5 | 0.7 | 2.1 | .315 | 0.1 | 0.4 | .273 | 0.8 | 1.0 | .815 | 0.3   | 0.7    | 1.0 | 0.2  | 0.2 | 0.1 | 0.7 | 0.5 | 2.3 |
| 2001-02   | 23   | New York Knicks | NBA  | 23 | 0   | 7.8 | 1.2 | 3.7 | .333 | 0.3 | 1.1 | .231 | 1.3 | 1.8 | .756 | 0.1   | 0.6    | 0.7 | 0.2  | 0.3 | 0.0 | 0.5 | 0.3 | 4.0 |
| 2002-03   | 24   | New York Knicks | NBA  | 12 | 0   | 8.2 | 1.2 | 3.2 | .368 | 0.2 | 0.6 | .286 | 1.1 | 1.3 | .867 | 0.1   | 0.3    | 0.3 | 0.3  | 0.2 | 0.0 | 0.6 | 0.8 | 3.6 |
| Total     |      |                 | NBA  | 61 | 0   | 7.3 | 1.0 | 2.9 | .335 | 0.2 | 0.7 | .250 | 1.1 | 1.4 | .795 | 0.2   | 0.6    | 0.7 | 0.2  | 0.2 | 0.0 | 0.6 | 0.5 | 3.2 |